# لوكاس غرابيل
لوكاس ستيفين غرابيل معروف بـ(لوكاس غرابيل) ولد في (23 نوفمبر 1984) في سبرينج فيلد، مايسوري في الولايات المتحدة الأمريكية، ممثل ومغني أمريكي، اشتهر بعد دوره في الفيلم الغنائي (بالإنجليزية: هاي سكول ميوزيكال) الذي قدمته قناة ديزني.

## وصلات خارجية
- لوكاس غرابيل على موقع IMDb (الإنجليزية)
- لوكاس غرابيل على موقع روتن توميتوز (الإنجليزية)
- لوكاس غرابيل على موقع ألو سيني (الفرنسية)
- لوكاس غرابيل على موقع ميوزك برينز (الإنجليزية)
- لوكاس غرابيل على موقع أول موفي (الإنجليزية)
- لوكاس غرابيل على موقع قاعدة بيانات الأفلام السويدية (السويدية)
- لوكاس غرابيل على موقع إن إن دي بي (الإنجليزية)
- لوكاس غرابيل على موقع أول ميوزيك (الإنجليزية)
- لوكاس غرابيل على موقع ديسكوغز (الإنجليزية)
- لوكاس غرابيل على موقع قاعدة بيانات الفيلم (الإنجليزية)